# Matthäus Hetzenauer
Matthäus Hetzenauer (ur. 1924 w Brixen im Thale w Austrii, zm. 2004 tamże) – żołnierz niemiecki austriackiego pochodzenia. Zabił oficjalnie z karabinu snajperskiego 345 żołnierzy Armii Czerwonej i uznawany jest za najbardziej skutecznego strzelca wyborowego Wehrmachtu.

## Służba wojskowa
Powołany do wojska 27 marca 1943 ukończył przeszkolenie podstawowe 1 lipca 1943 z umiejętnością obsługi średnich moździerzy. Następnie został skierowany na specjalne szkolenie strzelców wyborowych na poligonie „Seetaler Alpe” niedaleko Judenburga w kraju związkowym Styria w Austrii. Po zakończeniu szkolenia został skierowany na front wschodni do 3 Dywizji Górskiej, 144 pułk, 3 batalion. W tej samej dywizji służył drugi z najlepszych strzelców wyborowych Wehrmachtu z 257 oficjalnie uznanymi trafieniami Josef Allerberger.  17 kwietnia 1944 ranny w głowę i otrzymał czarną odznakę za rany. Posługiwał się karabinem K98k z celownikiem optycznym o sześciokrotnym powiększeniu i karabinem Gew43 z celownikiem optycznym o czterokrotnym powiększeniu.
Został odznaczony Krzyżem Rycerskim 17 kwietnia 1945 na wniosek dowódcy 3 Dywizji Górskiej – generała dywizji Paula Klatta. Przedstawienie do odznaczenia poparł generał Karl von Le Suire i generał Walther Nehring. Po kapitulacji wojsk niemieckich trafił do niewoli rosyjskiej, z której 10 stycznia 1950 został zwolniony i wrócił do domu.
Zmarł 3 października 2004 po wieloletniej chorobie.

## Odznaczenia
- Krzyż Żelazny (1939) II. oraz I. Klasy
  - II. Klasy – 1 września 1944
  - I. Klasy – 25 października 1944
- Odznaka za Rany czarna – 9 listopada 1944
- Odznaka Szturmowa Piechoty srebrna – 13 listopada 1944
- Odznaka Strzelca Wyborowego złota – 3 grudnia 1944 (goldener Scharfschützenadler)[3]
- Krzyż Rycerski – 17 kwietnia 1945